# Anagrus brocheri
Anagrus brocheri är en stekelart som beskrevs av Schulz 1910. Anagrus brocheri ingår i släktet Anagrus och familjen dvärgsteklar. Inga underarter finns listade i Catalogue of Life.